# Isaac Brock

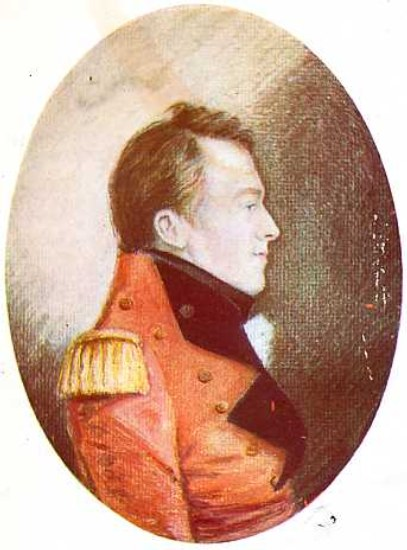
Porträt von Sir Isaac Brock

Sir Isaac Brock, KB (* 6. Oktober 1769 in Saint Peter Port, Guernsey; † 13. Oktober 1812 bei Queenston, Kanada) war ein britischer General, der eine Schlüsselrolle bei der erfolgreichen Verteidigung Oberkanadas gegen amerikanische Truppen in der frühen Phase des Kriegs von 1812 spielte und deshalb dort bis heute als „Retter Kanadas“ gilt.

## Leben
Isaac Brock wurde 1769 auf der britischen Insel Guernsey geboren. Im Alter von 16 Jahren folgte er dem Beispiel dreier älterer Brüder und trat in die britische Armee ein. Er begann seine Karriere 1785 als Ensign im 8. Infanterieregiment (8th (The King's) Regiment of Foot) und erreichte später den Rang eines Captains im 49. Infanterieregiment (49th (Hertfordshire) Regiment of Foot). Nach einer Dienstzeit in der Karibik erwarb er 1797 durch Kauf den Rang eines Lieutenant-Colonels und Regimentskommandeurs. 1799 nahm er mit seinem Regiment am Invasionsversuch in Holland und 1801 unter Admiral Nelson an der Schlacht von Kopenhagen teil. Im Jahr 1802 wurde Brock mit seinem Regiment nach British North America verlegt.
Bis dahin hatte er sich sowohl bei seinen Vorgesetzten als bei seinen Soldaten einen guten Ruf erworben. Er galt als anspruchsvoll, aber auch gerecht und human. Er erhielt die Stelle eines Garnisonskommandeurs von Québec, wurde 1811 zum Major-General befördert und erhielt das Kommando über alle Truppen in Oberkanada. Brock ersuchte immer wieder um die Rückversetzung nach Europa, um am Krieg gegen Napoleon teilnehmen zu können. Er erhielt jedoch stattdessen den Posten eines Administrators von Oberkanada, da der Vizegouverneure von Oberkanada Francis Gore nach England berufen wurde. Im Gegensatz zu seinem Vorgesetzten, dem Generalgouverneur Sir George Prevost vermutete Brock, dass die steigenden Spannungen mit den USA in einen Krieg münden würden, und bereitete sich darauf vor. Im Frühjahr 1812 begann er, Verteidigungsanlagen zu verstärken, die Möglichkeiten von Bündnissen mit den Indianern auszuloten und mit der Einberufung und Ausbildung von Milizen zu beginnen.

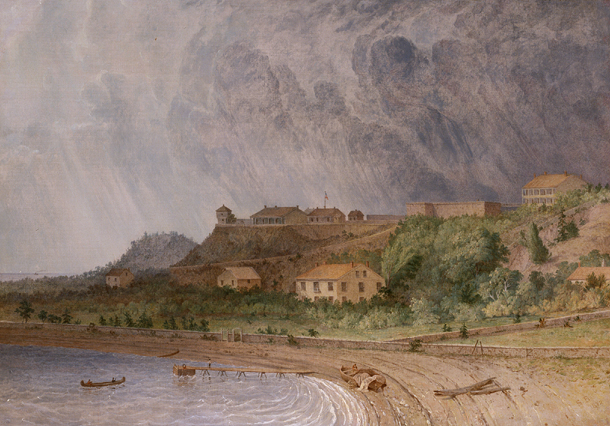
Fort Mackinac, Michigan

Als die amerikanische Kriegserklärung kam, beschloss Brock, entgegen den Mahnungen Prevosts, trotz der zahlenmäßigen Überlegenheit der Amerikaner in die Offensive zu gehen. Im Gegensatz zum Generalgouverneur hatte er erkannt, dass eine defensive Haltung ihm weder die Unterstützung der Indianer noch der Siedler in Oberkanada einbringen würde. Mit Hilfe des einflussreichen Händlers Robert Dickson bereitete er einen Angriff auf die strategisch wichtige amerikanische Grenzfestung Fort Mackinac am Zusammenfluss von Michigansee und Huronsee vor. Der für die Amerikaner völlig überraschende Handstreich einer britisch-indianischen Einheit gelang am 17. Juli 1812. Nach diesem Erfolg verstärkte Brock seine Bemühungen um eine Allianz mit Indianern und konnte mit dem Shawnee-Häuptling Tecumseh einen der einflussreichsten Führer der Indianer auf seine Seite ziehen. Brock versprach Tecumseh, mit dem ihn eine große gegenseitige Achtung verband, keinen Friedensvertrag mit den Amerikanern abzuschließen, in dem nicht der Wunsch der Shawnee nach einem unabhängigen Staat garantiert würde. Zwar ist aus Brocks Korrespondenz bekannt, dass der Indianerstaat kein Herzensanliegen des britischen Generals war, doch in Kenntnis seines Charakters und seines Ehrgefühls muss davon ausgegangen werden, dass er bei Friedensverhandlungen zu seinem Wort gestanden und sich für das Anliegen Tecumsehs eingesetzt hätte.
Gemeinsam mit Tecumseh stellte sich Brock mit zahlenmäßig weit unterlegenen Truppen einer von Detroit ausgehenden US-Invasion nach Kanada entgegen (12. Juli). Nach zwei kleineren Scharmützeln zogen sich die 2000 US-Amerikaner unter General William Hull nach Detroit zurück. Mit einer geschickten psychologischen Kriegführung, bei der Tecumsehs Indianer eine Schlüsselrolle spielten, konnte Brock die Kampfmoral Hulls so weit untergraben, dass dieser mit seiner gesamten Armee am 16. August kapitulierte – eine der demütigendsten Niederlagen in der Geschichte der USA. Die Angst vor den Indianern spielte dabei eine Schlüsselrolle. Weitere britisch-indianische Erfolge verhinderte ein Waffenstillstand zwischen Prevost und dem US-Kommandeur Henry Dearborn, der den Amerikanern Gelegenheit gab, ihre Truppen zu reorganisieren, sich von den vorangegangenen Desastern zu erholen und einen Angriff auf Kanada am Niagara River zwischen Eriesee und Ontariosee vorzubereiten. Ein Vorteil für Brock war, dass die ihm gegenüberstehende Army of the Center von Major-General Stephen Van Rensselaer, einem militärisch unerfahrenen Milizoffizier, geführt wurde.

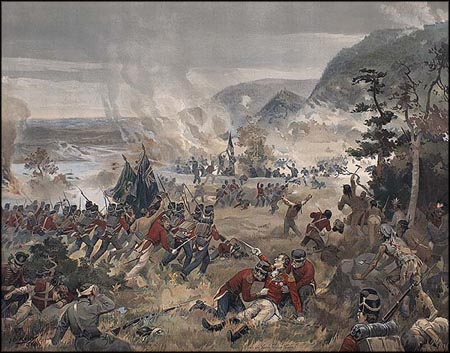
Tod von Major-General Brock in der Schlacht von Queenston Heights. Gemälde von John David Kelly, 1896

Brock bemühte sich, die Verteidigung der Region zu organisieren. Als die US-Invasion am 13. Oktober kam, ritt Brock alleine von Fort George aus zum Schauplatz und übernahm das Kommando in der Schlacht bei Queenston Heights. Nachdem die Amerikaner überraschend den Höhenzug von Queenston erobert hatten, führte Brock getreu seinem Grundsatz, dass er seinen Männern nie befehlen würde, irgendwo hinzugehen, wo er sie nicht führen würde, zwei verlustreiche und erfolglose Gegenangriffe. Beim zweiten Angriff wurde er in die Brust geschossen und starb fast sofort. Seine letzten Worte sollen „Push on, boys“ gewesen sein. Die Schlacht wurde von seinem Nachfolger Roger Hale Sheaffe gewonnen. Brocks Tod war ein unersetzlicher Verlust für die britischen Truppen in Kanada. Dass es den Amerikanern gelang, den Krieg auf der Basis des status quo zu beenden, dürfte vor allem auf Brocks Tod und die Inkompetenz seiner Nachfolger (Henry Procter, Sir George Prevost) zurückzuführen sein.
Für seine Leistungen bei der Eroberung von Detroit wurde er am 10. Oktober 1812 von König Georg III. als Knight Companion des Order of the Bath geadelt. Er starb jedoch, bevor ihn die Nachricht von dieser Auszeichnung erreichte.
Obwohl ihn persönlich wenig mit Kanada verband, wird er dort bis heute als Held und „Retter Kanadas“ geehrt. Dies hat insofern eine Berechtigung, da seine Erfolge gegen die Amerikaner die Briten erst überzeugten, dass ein erfolgreicher Widerstand möglich war. Die Amerikaner brauchten über ein Jahr, um die Briten wieder aus Detroit zu vertreiben und verloren dadurch Zeit, Truppen und Ressourcen, die ihnen für ein offensives Vorgehen gegen Kanada fehlten. Das Bündnis mit den Indianern ermöglichte auch nach seinem Tod eine Reihe von Erfolgen, die vielfach auf der Angst der Amerikaner vor diesen beruhten (z. B. in der Schlacht bei Beaver Dams 1813). Am Schauplatz der Schlacht erinnert ein großes, durch Spendensammlungen errichtetes Denkmal an Isaac Brock. Ihm zu Ehren wurde auch die Stadt Brockville (Ontario) sowie die Gemeinde Brock (Ontario) benannt. Weiterhin erhielt die Brock University in St. Catharines (Ontario) seinen Namen.
Am 12. Januar 2010 ehrte die kanadische Regierung, vertreten durch den für das Historic Sites and Monuments Board of Canada zuständigen Minister, Isaac Brock und erklärte ihn zu einer „Person von nationaler historischer Bedeutung“.